# Partnerzy (serial telewizyjny 1971)
Partnerzy (inny tytuł: Detektywi z wyższych sfer, ang. The Persuaders!) – brytyjski serial komediowo-przygodowy z 1971 r.

## O serialu
Głównymi bohaterami serialu są dwaj przyjaciele przeżywający wspólnie wiele przygód. Brett Sinclair (Roger Moore) to dystyngowany angielski lord. Z kolei Danny Wilde (Tony Curtis) jest pełnym sprytu nowojorczykiem. Okazuje się, że różnice pomiędzy mężczyznami nie są przeszkodą dla prawdziwej przyjaźni, przeciwnie – panowie się świetnie uzupełniają.

## Twórcy

### Obsada
w rolach głównych:
- Roger Moore jako lord Brett Sinclair (wszystkie 24 odcinki)
- Tony Curtis jako Danny Wilde (24)
- Laurence Naismith jako sędzia Fulton (11)

w pozostałych rolach:
- Magda Konopka jako Ingrid
- Sinéad Cusack jako Jenny Lindley
- Jan-Michael Vincent jako pilot helikoptera
- Lois Maxwell jako Louise
- Gladys Cooper jako wielka księżna Ozero
- Leo Genn jako sir Hugo Chalmers
- Michael Sheard jako Walden
- Terry-Thomas jako Archibald Sinclair Beachum
- Carol Cleveland jako dziewczyna na lotnisku
- Susan George jako Michelle Devigne
- Juba Kennerley jako uczestnik festiwalu filmowego w Cannes (4)
- Guy Standeven jako członek klubu Coalition (4)
- Rick Lester jako człowiek obserwujący walkę byków (3)
- Juliet Harmer jako Prue (2)
- Anouska Hempel jako Carla II (2)
- Victor Platt jako rolnik (2)
- Frank Maher jako poplecznik Coady'ego (2)
- Derek Chafer jako policjant (2)
- Beulah Hughes jako dziewczyna ubierająca księcia Caith (2)
- Lewis Alexander jako członek klubu Coalition (2)
- Alan Chuntz jako ochroniarz Sandora (2)
- Maxwell Craig jako kapitan samolotu (2)
- Gerry Crampton jako Baxter (2)
- Cliff Diggins jako pomocnik Duponta (2)
- Harry Fielder jako Clay Pigeon Operator (2)
- Walter Henry jako kierownik studia TV (2)
- Alf Joint jako kelner (2)
- Paddy Ryan jako pierwszy agent w pociągu (2)
- Bob Simmons jako kierowca jeepa (2)

W epizodach wystąpili m.in.: Joss Ackland (1 odcinek), Joan Collins (1) i Peter Vaughan (1).

### Reżyserzy
- Roy Ward Baker (4 odcinki)
- Basil Dearden (3)
- David Greene (1)
- Val Guest (2)
- Sidney Hayers (2)
- James Hill (1)
- Peter R. Hunt (1)
- Gerald Mayer (1)
- Peter Medak (1)
- Roger Moore (2)
- Leslie Norman (6)

### Scenarzyści
- Walter Black (1 odcinek)
- Terence Feely (1)
- Milton S. Gelman (1)
- Harry W. Junkin (1)
- Terry Nation (7)
- John Kruse (1)
- Tony Barwick (2)
- Brian Clemens (3)
- Michael Pertwee (2)
- Val Guest (1)
- Donald James (2)
- David Rolfe (1)
- Tony Williamson (1)
- Peter Yeldham (1)